# Würzburger Kantorei

Gründungsort der Würzburger Kantorei: die Zellerauer Heiligkreuz-Kirche

Die Würzburger Kantorei ist ein aus mehreren Altersgruppen bestehender Verband von Kinder- und Jugendchören aus der unterfränkischen Hauptstadt Würzburg, der von der dortigen Dekanatskantorin Anke Willwohl geleitet wird.

## Geschichte
Gegründet wurde die Würzburger Kantorei im Herbst 2002. Bekanntheit erlangte die Chorgemeinschaft zunächst durch regionale Konzerte, etwa in Aschaffenburg, Kitzingen oder Miltenberg. Inzwischen finden auch regelmäßige Auftritte in anderen Teilen Deutschlands, wie zuletzt in Aachen oder im Kölner Dom, sowie dem europäischen Ausland statt. Im Juli 2013 folgten Auftritte bei der Independence Day Parade in der US-Hauptstadt Washington, D.C. sowie eine Konzertreise nach New York.  Die Kantorei ist Mitglied in der katholischen Vereinigung Pueri Cantores. Im Rahmen des Weltkongresses 2015/16 sollte die Kantorei auch eine Papstmesse im Vatikan mitgestalten.

## Konzerttätigkeit und Proben
Im Dezember 2012 fand eine Aufzeichnung des Weihnachtsoratoriums von Johann Sebastian Bach in der Zellerauer Heiligkreuzkirche statt, die von TV touring am Heiligen Abend mehrfach ausgestrahlt wurde. Weitere bekannte Aufführungen waren die Paukenmesse von Joseph Haydn, das Requiem von Andrew Lloyd Webber, Mozarts c-Moll-Messe und Carmina Burana. Auf dem Würzburger Mozartfest 2015 trat die Kantorei mit Ausschnitten aus Mozarts Zauberflöte auf.
Regelmäßige liturgische Einsätze während der Sonntagsgottesdienste finden zumeist in der Pfarreiengemeinschaft Heiligkreuz/St. Elisabeth sowie in unterschiedlichen Würzburger Kirchen statt.
Aufgrund der großen Anzahl an Sängern sowie dem unterschiedlichen Leistungsstand finden die Proben in verschiedenen Altersgruppen statt. Insgesamt bilden sich so vier Chöre, die zu variierenden Konzertterminen auftreten. Für Jungen und Mädchen unter 14 Jahren finden zumeist 60-minütige Proben in den A-, B- und Vor-Chören statt. Ältere Mitglieder singen im sog. „Jugendchor“ der Würzburger Kantorei oder später im Kammerchor. Die älteren Mitglieder singen in der SATB-Stimmlage.
Rund 60 Kinder und Jugendliche sind in der Kantorei aktiv. Insgesamt gehören den Chören mehr als 100 Personen an.